# Důl Luční
Důl Luční (Wiesen Schacht) byl černouhelný důl, který se nacházel ve Slezské Ostravě na vrchu Jaklovec u křižovatky silnic Michálkovická a Heřmanická. Patřil mezi doly na Jaklovci.

## Historie

### Kutací práce
V důlním poli pozdějšího dolu Luční byly Franz Josephem hr. Wilczkem prováděny kutací práce. V místě pozdější jámy Luční byla původně vyhloubena kutací jáma s názvem Grabina. Důlní míry v daném prostoru byly uděleny až později v roce 1842 na jinou kutací jámu U myslivny.

### Historie dolu Luční
Vlastní jáma Luční, která byla základem mělkého dolu Luční, byla založena v roce 1842 a měla funkci těžní jámy. Zakladatelem dolu byl Salomon Mayer Rothschild, výstavba dolu probíhala pod vedením Alberta Andréého. Důl byl místními obyvateli označován jako Vizina, což je odvozenina z německého názvu. V roce 1863 měla jáma hloubku 113,8 m. V 60. létech 19. století byl přebudován na důl hlubinný.
Ve vzdálenosti 290 m na sever od jámy Luční byl založen větrní vrt č. 15 o průměru 0,95 m, hluboký 104,78 m. Vrt byl u sloje Leopold spojen s hlavním překopem dolu Luční a sloužil k větrání. Z hlediska společného větrání a odvodňování byla patra dolu Luční propojena s doly Terezie a Jindřich.
Po ukončení rekonstrukce dolu Terezie v letech 1878 až 1883 a vybavením novým těžním strojem, byla na jámě Luční v roce 1879 ukončena těžba uhlí, důlní pole bylo i s těžbou převedeno pod důl Terezie. Jáma Luční, hluboká 223,4 m, byla přebudována na jámu větrní. Po převedení těžní jámy Jindřich na větrní byl na jámě Luční v roce 1883 ukončen provoz.

## Současný stav
Důl Luční byl opuštěn v létech 1886 nebo 1887. Dne 10. srpna 1900 se propadl zásyp v jámě o 43 m. Kráter byl dosypán a asanován.

## Jámy a strojní a technické zařízení
Pro těžbu byla těžní jáma Luční vybavena v roce 1863 parním strojem o výkonu 20 HP a byla postavena kotelna. Po přebudování jámy těžní na jámu větrní byla jáma vybavena ventilátorem soustavy Pelzer o výkonu 420 m3/minutu, který byl poháněn parním strojem s ležmým válcem o výkonu 30 HP.

## Těžba uhlí
Dobývaly se sloje jaklovecké vrstvy ostravského souvrství. Uhlí bylo dobýváno z hloubky 225 m, měl 2 jámy a 4 patra.

## Údaje dolu Luční Slezská Ostrava.
| Název     | Druh jámy     | Založení | hloubka jámy [m] | těžba       | vytěženo                    | likvidace | dobývací pole [ha] | poznámka                                  |
| --------- | ------------- | -------- | ---------------- | ----------- | --------------------------- | --------- | ------------------ | ----------------------------------------- |
| Luční     | těžní, větrní | 1842     | 223,4            | 1842 - 1879 | těžba nevykazována odděleně | 1887      | 8                  | v roce 1900 se zásyp jámy propadl o 43 m. |
| Vrt č. 15 | větrní        | 1858     | 104,8            |             |                             | 1880      |                    |                                           |

## Ubytování
Po zrušení Jámy Lučina v roce 1887 bylo v areálu 5 jednopatrových domů. Jeden pro rodinné bydlení, 3 domy jako ubytovna a jeden jako vývařovna a jídelna. Při propadu zásypu v jámě roku 1900 byl poškozen jeden dům, který byl opraven a nadále užíván. Kolem roku 1935 v areálu byla čs. armáda. Domy byly od poloviny 60. let do 90. let 20. století postupně zbourány.